# Mansonia indubitans
Mansonia indubitans är en tvåvingeart som beskrevs av Dyar och Shannon 1925. Mansonia indubitans ingår i släktet Mansonia och familjen stickmyggor. Inga underarter finns listade i Catalogue of Life.